# Divči
Divči so zaselek v Občini Komen.